# Montagney-Servigney
Montagney-Servigney est une commune française située dans le département du Doubs, la région culturelle et historique de Franche-Comté et la région administrative Bourgogne-Franche-Comté.

## Géographie

### Toponymie
Montagney (Montaigney en 1282 ; Montagney-sur-l'Ognon en 1500, pour le différencier de Montagney - Haute-Saône et aussi sur-l'Ognon - et qui devenait Montagney-les-Pesmes. Fusionné le 1er juillet 1973 avec Servigney (Cervigney en 1085 ; Silviniaci en 1140 ; Seloigney en 1200 ; Servinex en 1212 ; Serveigney en 1264 ; Servigney en 1304 ; Servigney-les-Montbozon en 1688 pour la distinguer de Servigney, canton de Saulx, en Haute-Saône).

### Climat
Pour des articles plus généraux, voir Climat de la Bourgogne-Franche-Comté et Climat du Doubs.
En 2010, le climat de la commune est de type climat de montagne, selon une étude du Centre national de la recherche scientifique s'appuyant sur une série de données couvrant la période 1971-2000. En 2020, Météo-France publie une typologie des climats de la France métropolitaine dans laquelle la commune est exposée à un climat semi-continental et est dans la région climatique  Lorraine, plateau de Langres, Morvan, caractérisée par un hiver rude (1,5 °C), des vents modérés et des brouillards fréquents en automne et hiver. 
Pour la période 1971-2000, la température annuelle moyenne est de 10,3 °C, avec une amplitude thermique annuelle de 17,4 °C. Le cumul annuel moyen de précipitations est de 1 082 mm, avec 12,9 jours de précipitations en janvier et 10,2 jours en juillet. Pour la période 1991-2020, la température moyenne annuelle observée sur la station météorologique de Météo-France la plus proche, « Villersexel Sa », sur la commune de Villersexel à 12 km à vol d'oiseau, est de 10,8 °C et le cumul annuel moyen de précipitations est de 1 037,9 mm. 
La température maximale relevée sur cette station est de 38,4 °C, atteinte le 8 août 2003 ; la température minimale est de −19,4 °C, atteinte le 20 décembre 2009,,. 
Les paramètres climatiques de la commune ont été estimés pour le milieu du siècle (2041-2070) selon différents scénarios d'émission de gaz à effet de serre à partir des nouvelles projections climatiques de référence DRIAS-2020. Ils sont consultables sur un site dédié publié par Météo-France en novembre 2022.

## Urbanisme

### Typologie
Au 1er janvier 2024, Montagney-Servigney est catégorisée commune rurale à habitat dispersé, selon la nouvelle grille communale de densité à 7 niveaux définie par l'Insee en 2022.
Elle est située hors unité urbaine et hors attraction des villes,.

### Occupation des sols
L'occupation des sols de la commune, telle qu'elle ressort de la base de données européenne d’occupation biophysique des sols Corine Land Cover (CLC), est marquée par l'importance des territoires agricoles (65,5 % en 2018), une proportion sensiblement équivalente à celle de 1990 (66 %). La répartition détaillée en 2018 est la suivante : 
terres arables (44,9 %), forêts (34,5 %), zones agricoles hétérogènes (15,4 %), prairies (5,2 %). L'évolution de l’occupation des sols de la commune et de ses infrastructures peut être observée sur les différentes représentations cartographiques du territoire : la carte de Cassini (XVIIIe siècle), la carte d'état-major (1820-1866) et les cartes ou photos aériennes de l'IGN pour la période actuelle (1950 à aujourd'hui).

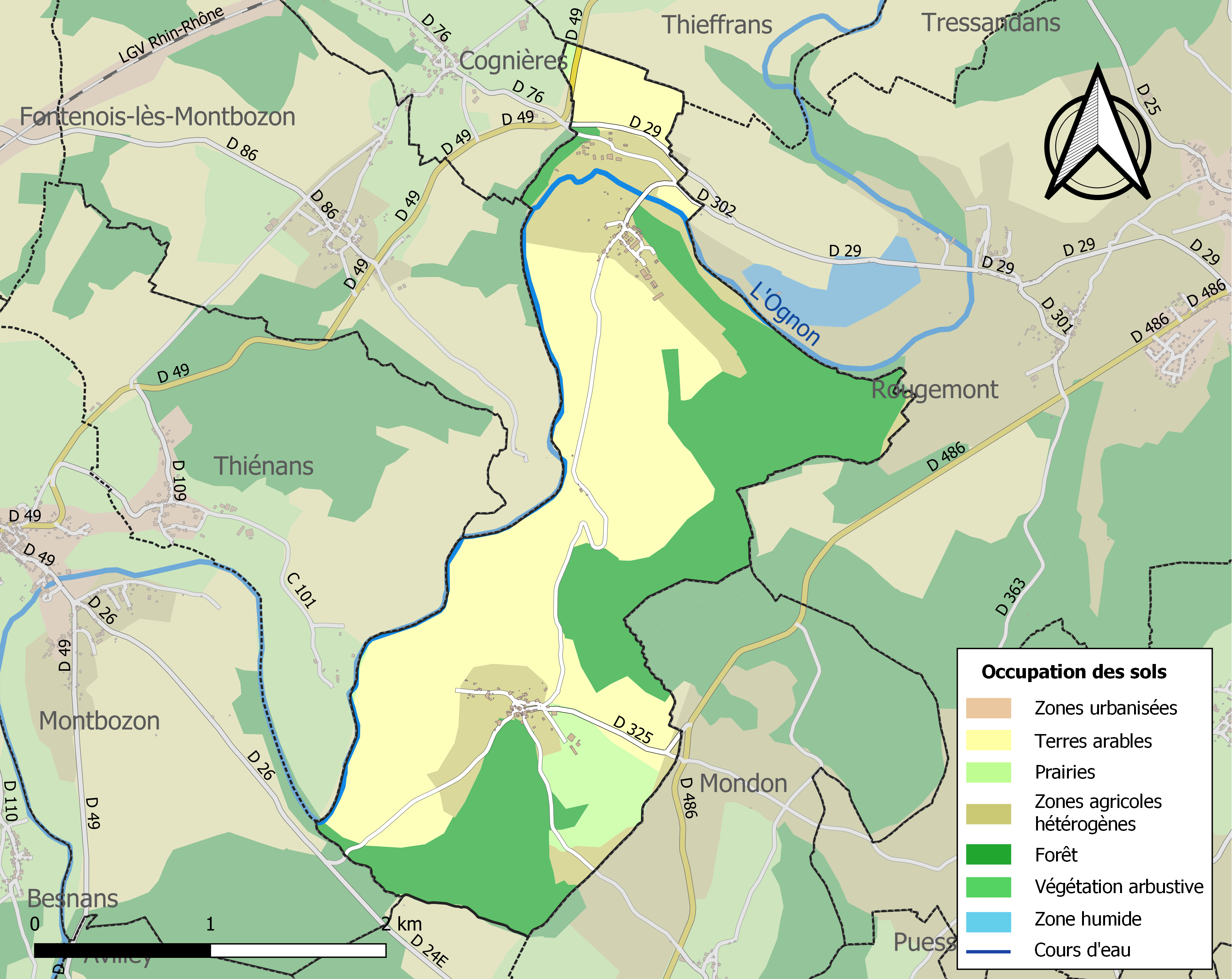
Carte des infrastructures et de l'occupation des sols de la commune en 2018 (CLC).

## Politique et administration
| Période                                  | Période                   | Identité                                    | Étiquette | Qualité |
| ---------------------------------------- | ------------------------- | ------------------------------------------- | --------- | ------- |
| 1808                                     | 1830                      | Pierre Nicolas Sirot                        |           |         |
| 1830                                     | 1833                      | Jean Pierre Défferard                       |           |         |
| 1833                                     | juin 1848                 | Jean Nicolas Le Jeune Viénet                |           |         |
| décembre 1848                            | 1862                      | Florentin Cornu                             |           |         |
| 1863                                     | 1865                      | Jean Baptiste Mauvais                       |           |         |
| 1866                                     | 1870                      | Pierre François Goux                        |           |         |
| 1871                                     | 1871                      | Félix Bergerot                              |           |         |
| 1872                                     | 1877                      | Pierre François Goux                        |           |         |
| 1878                                     | 1880                      | Jean Baptiste Viénet                        |           |         |
| 1881                                     | 1884                      | Jean Baptiste Mauvais                       |           |         |
| 1885                                     | 1899                      | Pierre François Goux                        |           |         |
| 1900                                     | 1908                      | Alfred Goux                                 |           |         |
| 1908                                     | >1912                     | Auguste Maillot                             |           |         |
| 1921                                     |                           | Goux                                        |           |         |
| 1926                                     | 1947                      | Xavier Petitjean                            |           |         |
| mars 1989                                | mars 2014                 | Christian Filet                             |           |         |
| mars 2014                                | décembre 2014             | Véronique Obéron                            |           |         |
| décembre 2014                            | En cours (au 31 mai 2020) | Pierre Filet Réélu pour le mandat 2020-2026 | DVG       |         |
| Les données manquantes sont à compléter. |                           |                                             |           |         |

## Démographie
L'évolution du nombre d'habitants est connue à travers les recensements de la population effectués dans la commune depuis 1793. Pour les communes de moins de 10 000 habitants, une enquête de recensement portant sur toute la population est réalisée tous les cinq ans, les populations de référence des années intermédiaires étant quant à elles estimées par interpolation ou extrapolation. Pour la commune, le premier recensement exhaustif entrant dans le cadre du nouveau dispositif a été réalisé en 2005.

En 2022, la commune comptait 123 habitants, en évolution de −4,65 % par rapport à 2016 (Doubs : +1,88 %, France hors Mayotte : +2,11 %).
| 1793 | 1800 | 1806 | 1821 | 1831 | 1836 | 1841 | 1846 | 1851 |
| ---- | ---- | ---- | ---- | ---- | ---- | ---- | ---- | ---- |
| 95   | 78   | 96   | 91   | 85   | 92   | 102  | 106  | 120  |

| 1856 | 1861 | 1866 | 1872 | 1876 | 1881 | 1886 | 1891 | 1896 |
| ---- | ---- | ---- | ---- | ---- | ---- | ---- | ---- | ---- |
| 131  | 136  | 135  | 117  | 125  | 124  | 121  | 100  | 89   |

| 1901 | 1906 | 1911 | 1921 | 1926 | 1931 | 1936 | 1946 | 1954 |
| ---- | ---- | ---- | ---- | ---- | ---- | ---- | ---- | ---- |
| 87   | 95   | 94   | 74   | 74   | 106  | 84   | 73   | 79   |

| 1962 | 1968 | 1975 | 1982 | 1990 | 1999 | 2005 | 2006 | 2010 |
| ---- | ---- | ---- | ---- | ---- | ---- | ---- | ---- | ---- |
| 80   | 73   | 111  | 111  | 130  | 112  | 109  | 110  | 119  |

| 2015 | 2020 | 2022 | - | - | - | - | - | - |
| ---- | ---- | ---- | - | - | - | - | - | - |
| 126  | 126  | 123  | - | - | - | - | - | - |

## Lieux et monuments
- La forge de Montagney, monument historique (Inscrit en 1998, classé en 2004)

- Vers la fin du XVe siècle, installation d'un haut-fourneau.
- En 1689, le développement des guerres de Louis XIV va favoriser ce haut-fourneau qui prend de l'importance par la fabrication de boulets de canons. La forge appartient alors au marquis de la Baume-Montrevel.
- En 1789, les maîtres de cette forge seront Nicolas Gauthier pour le marquis de la Baume-Montrevel jusqu'à 1791.
- En 1808, le marquis de Grammont en devient le propriétaire,
- En 1820, le fils de Nicolas Gauthier, Joseph Gauthier, dit le "Napoléon des forges", deviendra le nouveau maître de la forge de Montagney. (Voir Personnalités liées à la commune, ci-dessous).
- En 1842, le déclin commence jusqu'en 1850 où toutes activités cessent. Peu après, l'atelier deviendra un moulin.
- Début du XXIe siècle,  les principaux bâtiments de la Forge demeurent visibles, la plupart en excellent état et permettent d'imaginer l'organisation d'une forge au XVIIIe siècle :
- Le haut-fourneau, en cours de restauration.
- Les points de coulée et de travail du métal.
- Le martinet, longue masse très lourde, mue par une roue à aubes, et destinée au martelage du métal pour en chasser les gaz.
- les bâtiments du personnel.
- La maison du directeur, en bon état.
- La demeure du maître de forge, un ancien et superbe rendez-vous de chasse du marquis de Choiseul

- Des animations destinées à expliquer le travail de la forge, depuis la fabrication du bois, l'extraction du minerai, la montée en température et la coulée sont proposées sur le site.
- Voir aussi: une superbe collection de pièces en fonte: des boulets, des ustensiles et surtout, un grand nombre de fourneaux en fonte fabriqués sur place depuis l'origine de la forge.
- L'église de la Nativité-de-Notre-Dame de Servigney.
- Le lavoir de Servigney.
- La vallée de l'Ognon et le pont à quatre arches en anse de panier.

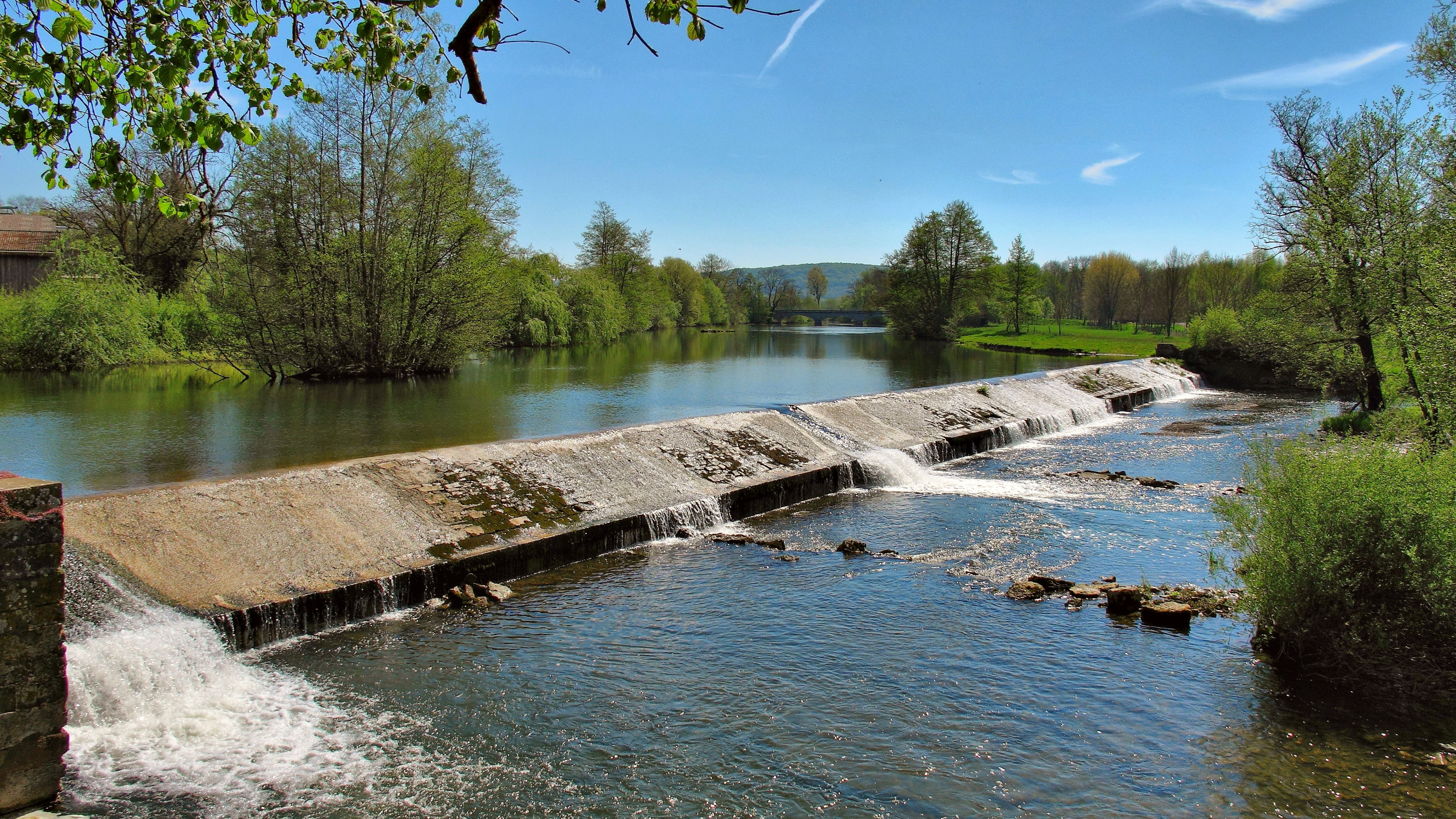
Le barrage de la forge sur l'Ognon.
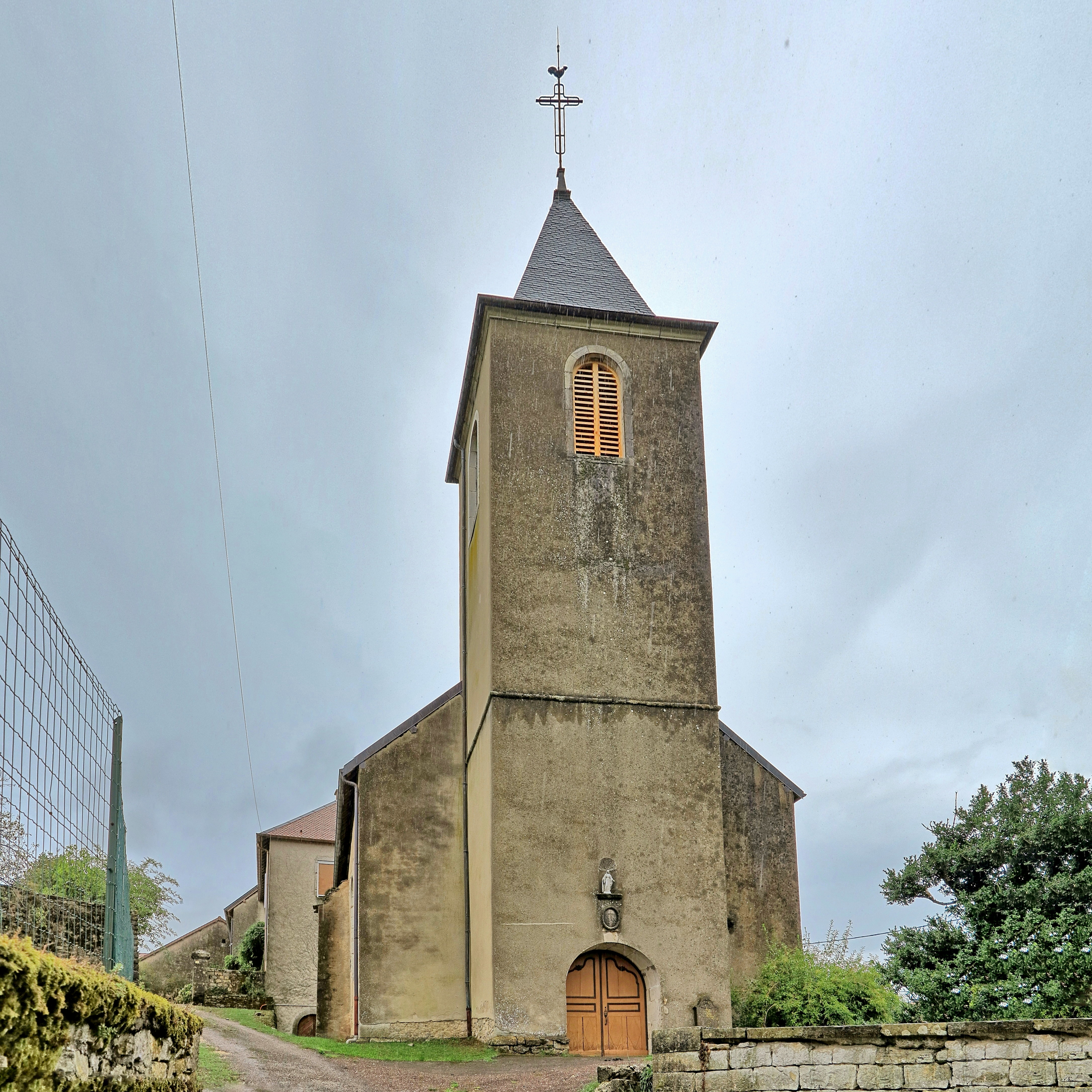
L'église de Servigney.
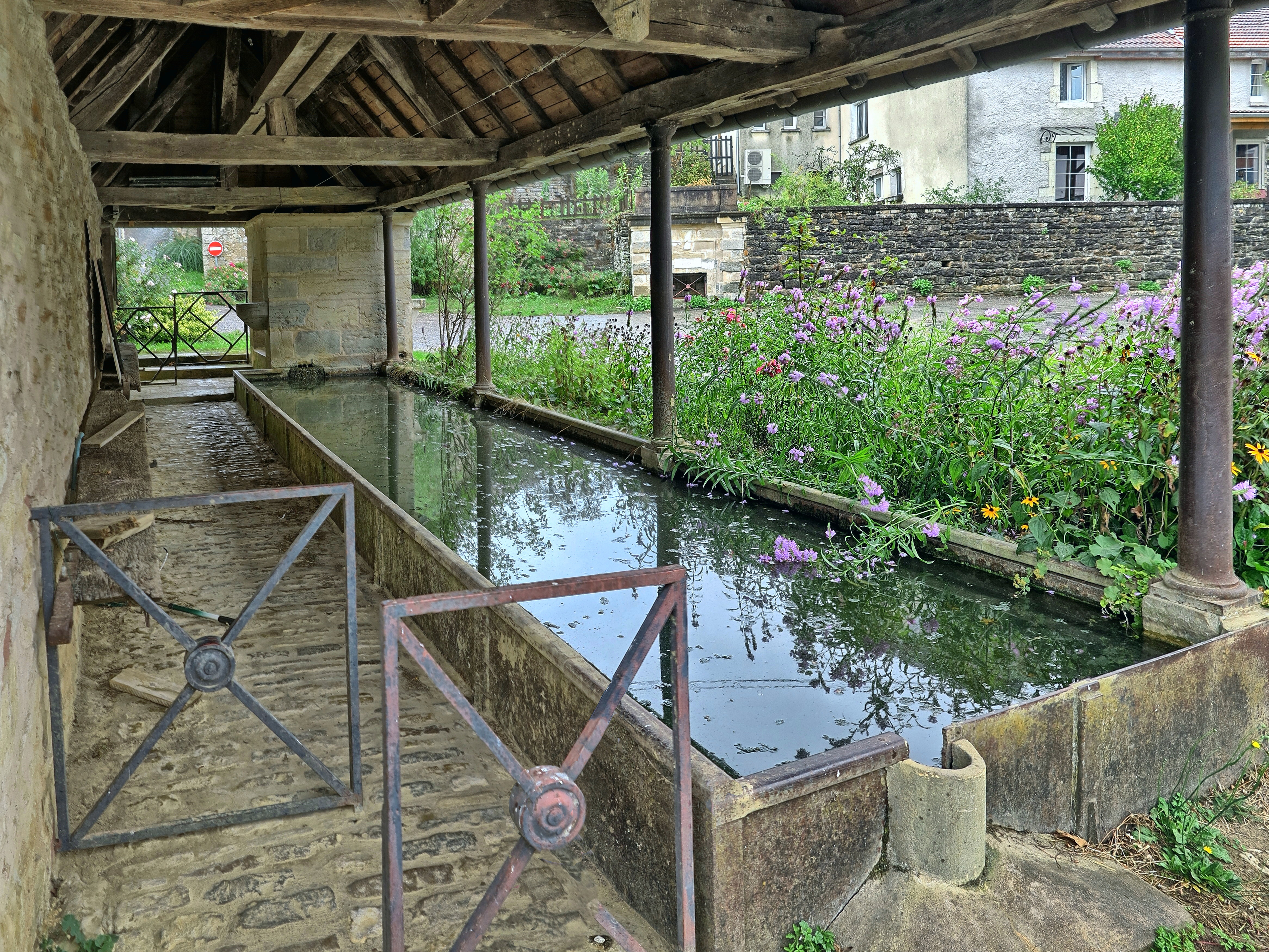
Le lavoir de Servigney.
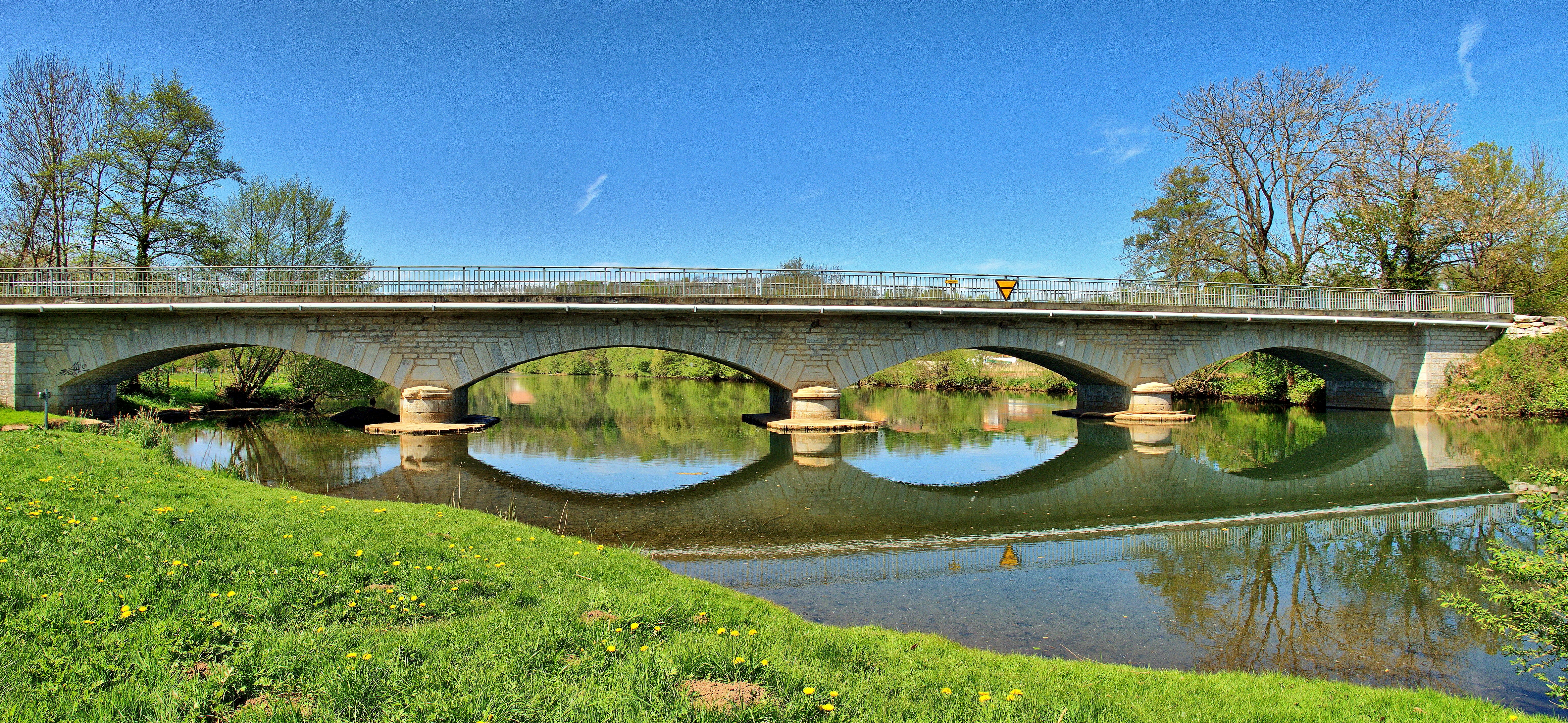
Le pont sur l'Ognon.

## Personnalités liées à la commune
Montagney est un lieu important pour la famille Gauthier où plusieurs de ses membres s'illustrèrent comme maîtres de forges à la fin du  XVIIIe siècle et au début du  XIXe siècle. Ce fut un terrain expérimental du fouriérisme :
- Nicolas Gauthier : né vers 1753, sera à la fois un maître de forges efficace car issu du milieu des ouvriers de la forge et le fondateur d'une lignée de maîtres de forges franc-comtois. Il est directeur de la forge de Montagney entre 1789 et 1791, secondé par son frère, Sébastien Gauthier, comme commis.
- Joseph Gauthier, son fils, surnommé "le Napoléon des Forges" va accroître considérablement la productivité des forges qu'il géra jusqu'en 1839.  Puis le déclin de la métallurgie mènera ce maitre de forge à la faillite, à un exil en Algérie où il subit un nouvel échec dans l'exploitation de mines de fer.
- Claire Gauthier dite « Clarisse », fille de Nicolas Gauthier est née en 1789. Elle épouse un drapier de Besançon, Pierre Vigoureux. Journaliste et écrivaine de qualité, elle fut l'une des adeptes actives de Charles Fourier et l'égérie de son gendre, Victor Considerant, l'un des disciples les plus connus du socialisme communautaire utopiste fondé par Fourier. Elle écrivit quelques ouvrages: Paroles de Providence en 1834,  Avec Considérant, Clarisse se ruina pour tenter de fonder une communauté industrielle, un "phalanstère" selon Fourier. Ces phalanstères échouèrent, y compris dans la tentative dite Réunion un essai de phalanstère à Dallas aux États-Unis par Clarisse, Considérant et Julie, l'épouse de ce dernier et fille de Clarisse. "Réunion" fut un échec, malgré les hommes remarquables qui suivirent Considérant à travers l'océan et les États-Unis, car cela démarra en pleine Guerre de Sécession. Ceci ajouté à l'incapacité de Considérant, plutôt un penseur théoricien, à correctement structurer le phalanstère pouvant expliquer l'échec. Clarisse mourut dans la misère à San Antonio en 1865. Aujourd'hui Dallas a conservé un monument rappelant cet épisode de son histoire et les savants et artisans franc-comtois qui accompagnaient Considérant sont restés célèbres. L'un fut un botaniste réputé qui fit école, l'autre fonda une des premières brasseries américaines.
- Clarisse Gauthier, épouse Coignet, est née en 1823. Elle est la fille de Joseph Gauthier, le « Napoléon des forges ». Elle aussi fut une moraliste et écrivaine de qualité. Très proche de sa tante, l'autre "Clarisse". Féministe, elle participa en 1870 à une commission d'enseignement  destinée à ouvrir l'enseignement public aux filles. Elle publiera ses  Mémoires en 1899 et un grand nombre d'ouvrages
- Victor Considerant, mari de Julie, la fille de Clarisse Vigoureux, même s'il n'est pas de Montagney, était un ami des enfants Gauthier et séjourna fréquemment dans la maison des maîtres de forge. Il fut "poussé" par les femmes de la forge de Montagney vers l'utopisme de Fourier dont il devint un disciple majeur puis vers la députation.
- Pierre-Frédéric Dorian (1814-1873), encore jeune homme, est engagé comme commis à la Forge de Montagney vers  1835 jusqu'à 1838. Cette rencontre de jeunesse avec le fouriérisme marquera toute sa vie ce Maitre de Forges, industriel et homme politique français  (Saint-Etienne, Loire). Il sera associé avec les Jackson, une puissante famille d'industriels anglais originaire de Birmingham, dans une entreprise de faux et faucilles. William Jackson épousera Louise Peugeot, sa sœur Ann Jackson épousera Georges. Cette double alliance donnera naissance à la société Peugeot aîné et Jackson frère. Il est enterré au cimetière du Père-Lachaise à Paris en 1873. (statut).
- Jean Robert (1915-1944), Résistant.